# Совакпа
Совакпа (*шанська သိူဝ်ဝၵ်ႉၾႃႉ, тай-ниа:ᥔᥫᥴ ᥝᥣᥝᥰ ᥜᥣᥳ; д/н — 1382) — 5-й володар держави Муанг Мао у 1379—1382 роках. У китайців відомий як Сі Вафа.

## Життєпис
Син саофа Сі Кефа. Посів трон 1379 року, коли сановники та військовики повалили його брата Сокаппа. Зумів зміцнити авторитет монарха. Разом з тим налагодив відносини з шанською знаттю. Разом з тим стикнувся з фактичною незалежністю його васалів — князівств Могн'їн і Кале.
1381 року війська імперії Мін завдали поразки решткам адміністрації на півдні колишньої імперії Юань. Відчувши небезпеку саофа став готуватися до війни з китайцями. 1382 року після окупації мінською армією провінції Юаньнань виступив проти останніх, знищивши залогу в місті-фортеці Йончанчен (Місто Варти Золотого Зуба), через що битва також відома як Битва Золотого Зуба.
За цим Совакпа рушив на повіт Няндун (сучасний повіт Лянхе), але під час військової кампанії у грудні 1382 року був вбитий своїм військовиком Далуфаном. Невдовзі владу перебрав небіж загиблого Солонпа.